# Gina Cigna
Gina Cigna (Angers; 6 de marzo de 1900 - Milán; 26 de junio de 2001) fue una soprano dramática italiana famosa Turandot, Tosca y Norma cuya carrera fue truncada por un accidente automovilístico en 1948.
Junto a Rosa Raisa y Eva Turner, considerada la más notable Turandot de la época.

## Biografía
De padre italianos, nació como Genevieve Cigna en Angers en 1900, donde estudió piano con Alfred Cortot. En 1921 se casó con el tenor Maurice Sens quien la instó a tomar clases de canto con Emma Calvé, Hariclea Darclée y Rosina Storchio. 
Como Ginette Sens debutó en La Scala como Freia en El oro del Rhin de Wagner. Dos años más tarde se consagró como Donna Elvira y Elisabeth de Tannhäuser.
En el Teatro Colón de Buenos Aires debutó en 1932 como Aida, Tosca y Norma, regresando en varias temporadas y estrenando mundialmente la ópera Bizancio de Héctor Panizza en 1939.
Cantó en todos los grandes teatros de Italia (Génova, Pavia, Verona, Florencia, Catania, Bologna, Turin, Trieste, Parma, Venecia, Roma), debutó en 1933 en Covent Garden en La Damnation de Faust de Berlioz y como Aida el dia de la coronación en 1936. En 1937 en San Francisco fue Amelia de Un ballo in maschera, Norma y Violetta en La Traviata.
Debutó en el Metropolitan Opera de Nueva York en 1937 como Aída, cantó Norma, La Gioconda e Il trovatore en la siguiente temporada 1938.
Otros papeles incluyeron Elvira de Ernani, Abigaille de Nabucco, Isabeau, Wally, Francesca da Rimini y en las premieres italianas de Jenufa (1941) y Daphne de Strauss (1942) en La Scala.
Debió retirarse luego de un serio accidente automovilístico cuando se dirigía a cantar Tosca en Vicenza.
Se dedicó a la enseñanza - entre sus alumnas Ghena Dimitrova y Maria Dragoni - y murió a los 101 años en Milán en 2001.
A avanzada edad aparece entrevistada en dos documentales: Tosca, I live for art y Opera Fanatic.

## Repertorio
- Giuseppe Verdi
  - Aida (Aida)
  - Il Trovatore (Leonora)
  - La forza del destino (Leonora)
  - Un ballo in maschera (Amelia)
  - Ernani (Elvira)
  - Don Carlo (Elisabetta)
  - Nabucco (Abigaille)
  - La Traviata (Violetta)
  - Falstaff (Alice)

- Giacomo Puccini
  - Tosca (Tosca)
  - Turandot (Turandot)

- Amilcare Ponchielli
  - La Gioconda (Gioconda)
  - Il Figliuol Prodigo (Jeftele)

- Umberto Giordano
  - Andrea Chénier (Maddalena)

- Richard Wagner
  - L'oro del Reno (Freja)
  - Tannhäuser (Elisabeth)

- Vincenzo Bellini
  - Norma (Norma)
  - La Straniera (Alaide)

- Francesco Cilea
  - Adriana Lecouvreur (Adriana)

- Gioacchino Rossini
  - Mosè (Sinaide)

- Wolfgang Amadeus Mozart
  - Don Giovanni (Donna Elvira)

- Riccardo Zandonai
  - Francesca di Rimini (Francesca)

- Alfredo Catalani
  - Wally (Wally)

- Richard Strauss
  - Daphne (Daphne)

- Hector Berlioz
  - La dammation de Faust (Marguerite)

- Leos Janacek
  - Jenufa (Kostelnicka)

- Charles Gounod 
  - Faust (Marguerite)

- Christoph Gluck
  - Alceste (Alceste)

- Ottorino Respighi
  - La Fiamma (Silvana)

- Carlos Gomes
  - Lo Schiavo (Ilàra)
  - Maria Tudor (Maria)

- Pietro Mascagni
  - Cavalleria Rusticana (Santuzza)
  - Iris (Iris)
  - Isabeau (Isabeau)

## Discografía de referencia
- Bellini - Norma - Gina Cigna, Ebe Stignani, Giovanni Breviario, Tancredi Pasero - Vittorio Gui - 1937
- Puccini - Turandot - Gina Cigna, Francesco Merli, Magda Olivero, Luciano Neroni - Franco Ghione - 1938
- Verdi - Il Re Pastore